# قندهار (فیلم ۲۰۱۰)
قندهار (انگلیسی: Kandahar) یک فیلم است که در سال ۲۰۱۰ منتشر شد. از بازیگران آن می‌توان به موهانلال و آمیتاب باچان اشاره کرد.